# Lamjaotongba
Lamjaotongba là một thị trấn thống kê (census town) của quận Imphal West thuộc bang Manipur, Ấn Độ.

## Nhân khẩu
Theo điều tra dân số năm 2001 của Ấn Độ, Lamjaotongba có dân số 9067 người. Phái nam chiếm 48% tổng số dân và phái nữ chiếm 52%. Lamjaotongba có tỷ lệ 74% biết đọc biết viết, cao hơn tỷ lệ trung bình toàn quốc là 59,5%: tỷ lệ cho phái nam là 81%, và tỷ lệ cho phái nữ là 68%. Tại Lamjaotongba, 11% dân số nhỏ hơn 6 tuổi.